# アックトップ
株式会社アックトップは、日本の芸能事務所。主に声優・俳優・ナレーターのマネージメントなどを行っている。

## 所属俳優

### 男性
- 犬飼真之介
- 今川大基
- 大里雅史
- 風藤ナオキ
- 亀谷英篁

### 女性
- あかしたくみ
- 香取亜澄
- 木谷真琴
- 橘直卓

## 過去に所属していた俳優
- 大野佐和
- 笹岡雄介
- 三神要